# Lionel Vandenberghe
Pour les articles homonymes, voir Vandenberghe.
Lionel Georges Corneel Vandenberghe, né le 26 juillet 1943 à Houthem et mort à Anvers le 26 décembre 2023, est un homme politique belge flamand, membre de SPIRIT. Il est connu pour son appel : « Amis wallons, Divorçons! » lors du pèlerinage de l’Yser en 1992.

## Biographie
Lionel Vandenberghe est né le 26 juillet 1943 à Houthem, sur la commune de Furnes en Flandre occidentale. Son  père est un belge flamand et sa mère est hongroise. Il a longtemps vécu à Halle dans la municipalité de Zoersel à Anvers. Il est marié, a trois enfants et dix petits-enfants. Il passe les dernières années de sa vie à Anvers et y meurt à 80 ans. 
Il est licencié en psychologie, spécialisé en psychologie du développement (KU-Leuven). 
Il est directeur du service Studieadvies en Studentenbegeleiding (UFSIA), et durant 13 ans président du Comité du pèlerinage de l'Yser (1989-2002).  
Ce pèlerinage à Dixmude est dédié à la mémoire des soldats flamands morts au front durant la Première Guerre mondiale. Son comité, actif dans la cause nationaliste flamande, gère aussi la Tour de l'Yser. Avec le temps, la rencontre commémorative est devenue un lieu de revendication séparatiste, et depuis les années 1980, un lieu de rassemblement de l’extrême droite. 
À la nouvelle de son décès, le président du comité du pèlerinage, Johan Velghe déclare à son propos : « C'était une personne très attachante et douce, mais il avait aussi de l'autorité. En tant que président, il a vraiment laissé sa marque sur le pèlerinage de l’Yser ».

## Fonctions politiques
- 2003-2007 : sénateur SPIRIT élu direct ( parti libéral de gauche)